# Fortec Elektronik

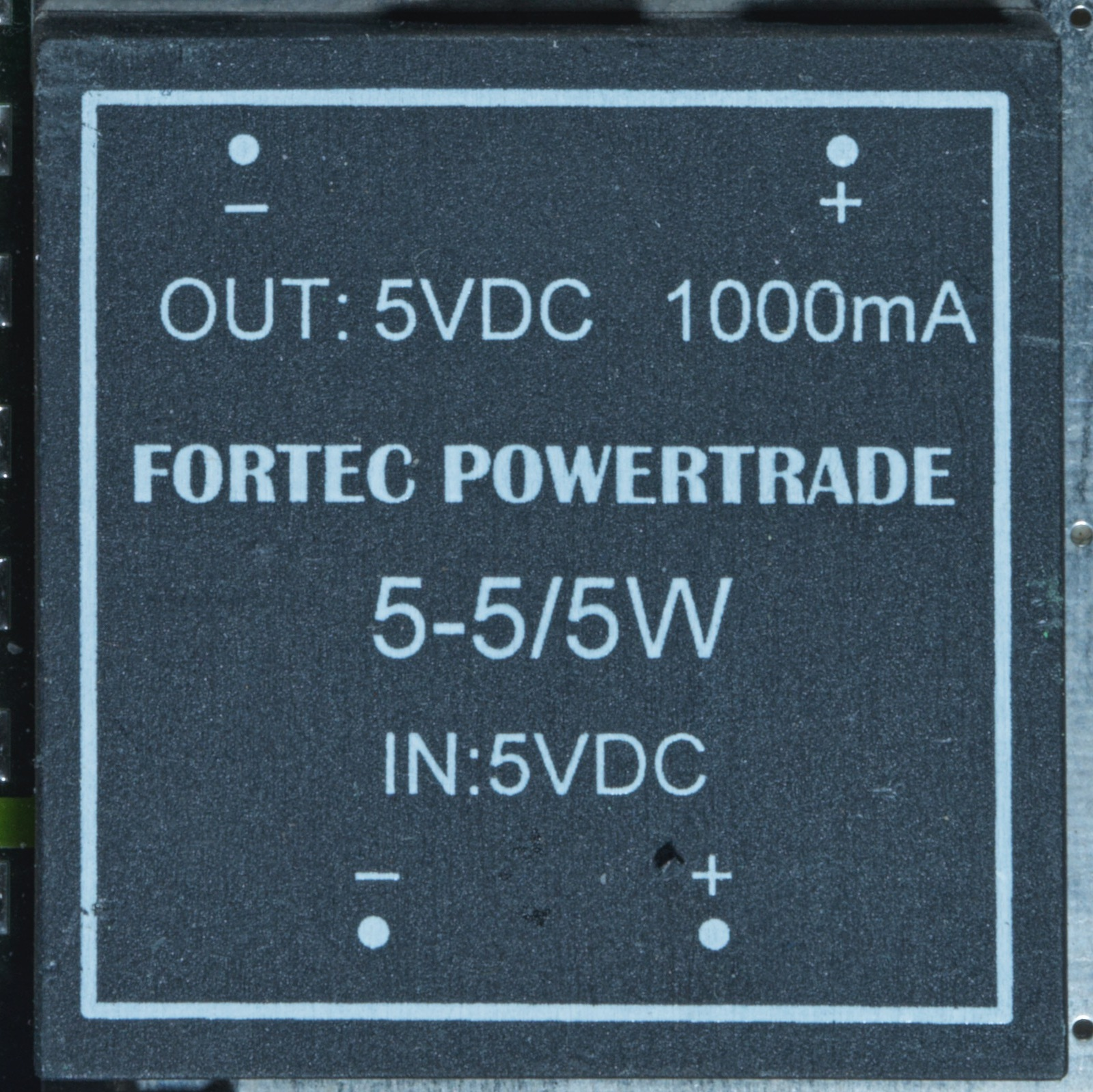
DC-DC-Wandler von Fortec (ca. 1999)

Die Fortec Elektronik AG (Eigenschreibweise: FORTEC) ist ein börsennotiertes Unternehmen mit Sitz in Germering. Derzeit betätigt sich der Händler und Zulieferer für elektronische Bauelemente in den Geschäftsfeldern Stromversorgung, Displaytechnik und Embedded-PCs.
Die Aktien des Unternehmens sind im CDAX notiert.

## Standorte der Fortec Group
- Germering (Hauptsitz Fortec Elektronik AG, Distec GmbH)
- Köln (Zweigstelle Distec GmbH)
- Eisenach (Distec GmbH)
- Riedstadt (Emtron electronic GmbH)
- Sachsenheim (Zweigstelle Fortec Elektronik AG)
- Pilsen (Alltronic elektronische Baugruppen und Komponenten, GmbH)
- Wien (Zweigstelle Emtron electronic GmbH)
- Würenlos (ALTRAC AG)
- Huntingdon (Display Technology Ltd)
- Ronkonkoma (Apollo Display Technologies)